# كندا ما بعد الكونفدرالية (1867-1914)

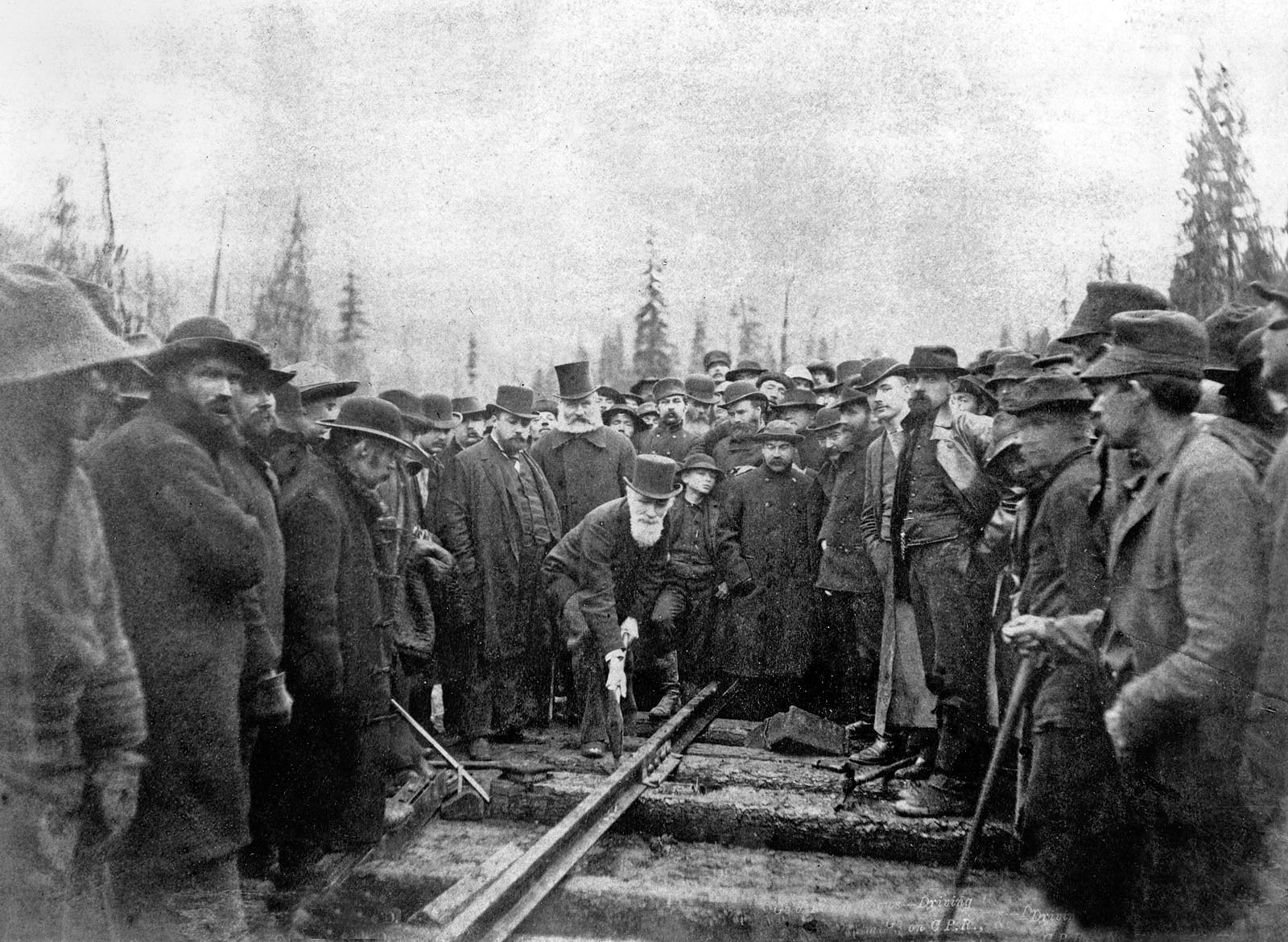

كندا ما بعد الكونفدرالية هو تاريخ أمةٍ جديدةٍ منذ تشكيلها حتى اندلاع الحرب العالمية الأولى عام 1914. كان تعداد سكان كندا 3.5 مليون نسمة، مقيمين في المساحة الواسعة الممتدة من جزيرة كيب بريتون إلى البحيرات العظمى، نحو مئة 160 كيلومتر تقريبًا عن الحدود الكندية الأميركية. كان واحد من كل ثلاثة كنديين فرنسيًا، ونحو 100,000 نسمة كانوا من السكان الأصليين (الأمة الأولى، شعب الإسكيمو، الملونين). كانت كندا بلدًا ريفيًا مؤلفًا من مزارع صغيرة. ومونتريال المدينة الأكبر بتعداد سكان يقدر بنحو 115,000 نسمة، تتبعها تورنتو وكيبيك بنحو 60,000 نسمة. وجابت الخنازير شوارع أوتاوا الموحلة، عاصمة الأمة الجديدة الصغيرة.
إلى جانب الزراعة المعيشية، كان الاقتصاد قائمًا على تصدير الألواح الخشبية، السمك والحبوب، واستيراد رؤوس الأموال الاستثمارية من لندن ونيويورك. كانت المصانع صغيرة، عدا المصانع المعنية بتصنيع المعدات الزراعية. ازدهر الاقتصاد إجمالًا في السنوات الأولى من الكونفدرالية، لكن كسادًا بين عامي 1873 – 1896 ضرب اقتصاد التصدير بشدة، خفّض الدفق الداخلي لرؤوس الأموال الأجنبية، وخفض تدفق الهجرة.
كان معدل التضخم الاقتصادي لمجموع المنتج القومي الإجمالي (بالسعر الثابت للدولار) 2.4 بالمئة فقط للسنة الواحدة بين عامي 1870 و 1896، ثم ارتفع إلى 6.2 بالمئة بين عامي 1897 و 1913. كان جزء من هذه الزيادة نتيجةً للنمو السكاني. نسبة نمو المنتج القومي الإجمالي للفرد الواحد كانت 1.3%، بين عامي 1870 و1896، ثم ارتفعت إلى 2.6%، بين عامي 1897 و1913. كان نموًا جديرًا بالاحترام، لكنه أقل من قرينه في الولايات المتحدة، الأمر الذي أثار إحساسًا بخيبة الأمل لعدم تحقيق الكونفدرالية لوعدها بالرفاهية.
من الناحية السياسية، سيطر الأب الروحي للاتحاد جون ماكدونالد (1815 – 1891) وحزبه المحافظ (المحافظون) على السياسات الوطنية حتى مماته. كان الليبراليون (غريتز) في السلطة بين عامي 1896 و1911، في ظل ويلفرد لورر (1841 – 1919)، ثم خُلعوا بحملة انتخابية مُعادية للأميركوية قادها روبرت بوردن.
امتلك الناطقون بالفرنسية ثقافة تقليدية وملحوظة، قادها ملاك الأراضي والكهنة. وافتخر الناطقون بالإنجليزية بهويتهم البريطانية ورفضهم الاصطباغ بصبغة الولايات المتحدة. كانت كرة القاعدة واللاكروس رياضتين محبوبتين. كانت المنشآت الثقافية محدودة. لم توجد إلا مكتبتان عامتان في البلاد الجديدة بأسرها؛ كان نصف بالغي كيبيك أمّيون. كان الشرب المُفرط منتشرًا بين جميع شرائح المجتمع، حتى أن رئيس الوزراء الجديد جون ماكدونالد، كان يظهر ثملًا في العلن بعض الأوقات. من الناحية السياسية، تميزت الأمة الجديدة بعمليّتها، واقعيتها، ورِواقيتها، واهتمت قليلًا بالنظرية أو الأستيطيقيا (عِلم الجمال أو الجماليات). لكن الأكثر أهمية بكثير كان الولاء للعائلة، الكنسية، الحزب السياسي، والملكة فيكتوريا. شدد المؤرخون فيما بعد على الجملة الأيقونية القائلة: «سلام، نظام، وحكومة جيدة» «paix، ordre et bon gouvernement» بصفتها مبادئ دستورية تأسيسية، لكن في ذلك الوقت نادرًا ما كان يُأخذ بها.
عشية الحرب الكبرى عام 1914، وصل تعداد السكان إلى 8.1 مليون نسمة. كان أغلب التضخم في المحافظات الغربية الجديدة، مانيتوبا، ساسكاتشيوان، ألبيرتا، وكولومبيا البريطانية، إذ وصلت الهجرة من خارج البلاد إلى 400.000 نسمة سنويًا. كان الإنجاز الوطني الأكبر بناء خطوط السكك الحديدية الممتدة عبر القارات التي جعلت البراري مُتاحة للاستيطان. جعلت الأراضي الزراعية الغنية الجديدة كندا مُصدّرًا كبيرًا للحنطة. استمرت قضايا الصراع بين الولاء للوطن والولاء للتاج البريطاني. تصعّدت أيضًا نزاعات على مسائل اللغة، خصوصًا على دور اللغة الفرنسية خارج كيبيك. انطلقت شرارة توتّرات عرقية-دينية بين المتحدثين بالفرنسية والمتحدثين بالإنجليزية، وبين الأيرلنديين الكاثوليكيين «الخُضر» والأيرلنديين البروتستانتيين «البرتقاليون»، وبين البيض والآسيويين على الساحل الغربي.

## الكونفدرالية
في ستينيات القرن التاسع عشر، كان البريطانيون قلقين من احتمال حدوث اعتداء أميركي على كندا في صحوة الحرب الأهلية الأميركية. وخافت بريطانيا أيضًا من توسع المستوطنين الأميركيين ناحية الشمال، إلى الأراضي التي كانت بريطانية من الناحية التقنية لكن مستوطنةً بشكل متناثر. وكان هناك مشاكل غارات أخوية فينيان على كندا أيضًا، التي كانت مجموعة من الأيرلنديين الأميركيين مِمَن أرادوا الضغط على بريطانيا لتمنح أيرلندا استقلالها. كانت كندا أصلًا مستعمرة حكم ذاتي في جوهرها منذ الأربعينيات، وشعرت بريطانيا بأنها لم تعد تستحق تكلفة إبقائها مستعمرة. شعر الجميع في الطرفين أن الحال سيكون أفضلَ سياسيًا واقتصاديًا إذا كانت كندا مستقلة. قادت هذه العوامل إلى الحوارات الجدية الأولى حول وحدة سياسية حقيقية في كندا. وجبَ التغلّب على بعض العوائق السياسية الداخلية أولًا. كانت مقاطعة كندا ناجحةً بعض الشيء في الحفاظ على حكومة مستقرة في أي فترة من الزمن؛ كان الجمهوريون بقيادة جون ماكدونالد وجورج-إيتيين كارتييه على خلاف مستمر مع «الغريتز النظيفين» بقيادة جورج براون. عام 1864، قرر الحزبان الاتحاد في «الائتلاف العظيم». الأمر الذي كان خطوة مهمة تجاه الكونفدرالية.
في هذه الأثناء، كانت المستعمرات الشرقية، نوفا سكوتيا، نيو برونسويك، جزيرة الأمير إدوارد، ونيوفاوندلاند، تناقش وحدة سياسية مع بعضها أيضًا. انضم إليهم ممثلون من مقاطعة كندا في مؤتمر تشارلوت تاون في تشارلوت تاون، عاصمة جزيرة الأمير إدوارد عام 1864 لمناقشة وحدة المستعمرات كلها، وامتدت هذه المناقشات إلى مؤتمر كويبيك عام 1864. بينما وُجد اختلاف داخل كل المستعمرات، قررت جزيرة الأمير إدوارد ونيوفاوندلاند فقط البقاء خارج التحالف. عام 1867، سافر ممثلون من بقية المستعمرات إلى بريطانيا لإتمام الاتحاد، الذي أقره تشريع شمال أميركا البريطاني (تشريع بي إن أيه) في الأول من يوليو، 1867.
أظهرت المسودات الأولى لتشريع بي إن إيه أن ماكدونالد وبقية آباء الاتحاد الروحيين نظروا للأمة الجديدة بصفتها مملكة، ونادوا بأن يكون الاسم الرسمي للبلاد «مملكة كندا». كان يُنظر إلى كندا على أنها أصبحت «مملكة بحد ذاتها» عام 1867، لكن وزارة المستعمرات في لندن شعرت أن تسمية مثل مملكة كندا كانت «مُبكّرة» و«مُتغطرسةً» جدًا. واستُخدم بدلًا عنه مصطلح « دومينيون (دولة مستقلة ذاتيًا)». قُرر الأول من يوليو، 1879 يوم الاستقلال ليُحتفل فيه بالاتحاد. بينما أعطى تشريع بي إن أيه درجة عالية من الحكم الذاتي لكندا داخل الامبراطورية البريطانية، إلا أن هذا الحكم الذاتي كان في الشؤون الداخلية فحسب. أما الشؤون الخارجية مثل مفاوضات الحدود مع الولايات المتحدة، كانت ما تزال بيد بريطانيا.